# Lista de personagens de South Park

## Personagens principais

### Stan Marsh
Stanley Randall "Stan" Marsh é um dos quatro personagens centrais da série, dublado e vagamente baseado no co-criador da série, Trey Parker. Ele apareceu pela primeira vez em The Spirit of Christmas e é retratado (nas palavras do site oficial do show) como "um americano normal, médio, pequeno e com problemas emocionais". Stan é um estudante da quarta série que comumente tem experiências extraordinárias e não típicos da vida na cidade pequena convencional em South Park, sua terra natal. Em muitos episódios, Stan contempla ética em crenças, dilemas morais e questões controversas, e muitas vezes reflete sobre as lições que ele aprendeu com um discurso que muitas vezes começa com "Você sabe, eu aprendi alguma coisa hoje ...".

### Kyle Broflovski
Kyle Broflovski é um dos quatro personagens centrais da série, o personagem é vagamente baseado em seu dublador, o co-criador da série Matt Stone. Sua primeira aparição foi no curta The Spirit of Christmas, muitas vezes ele mostra o mais alto padrão moral entre os protagonistas e é geralmente descrito como o mais inteligente. Ao descrever Kyle, Stone afirma que tanto ele como o personagem é "reacionário", e suscetível a irritabilidade e impaciência. Em alguns casos, Kyle é a única criança em sua classe que demora para entrar em uma moda passageira. Isso resultou em ambos sua ânsia de se ajustar, seu ressentimento e frustração. Kyle é distintivo como uma das poucas crianças judias na série, e por isso, ele muitas vezes se sente como um estranho entre seus amigos (protagonistas da série), sua interpretação neste papel é muitas vezes tratada satiricamente, e suscitou tanto elogios como críticas dos telespectadores judeus. 

### Eric Cartman
Eric Theodore Cartman apareceu pela primeira vez no curta da série "Jesus vs Frosty", e é dublado por Trey Parker. Cartman tem sido retratado como agressivo, preconceituoso e emocionalmente instável desde o início. Essas características são significativamente aumentada em épocas posteriores enquanto seu personagem evolui, e ele começa a apresentar um comportamento psicopático e extremamente manipulador. Ele é descrito como altamente inteligente, capaz de executar planos moralmente terríveis e ideias de negócio com sucesso. Entre os principais personagens infantis da série, Cartman é distinguido como "o garoto gordo", e é constantemente insultado e ridicularizado por isso. Cartman é frequentemente retratado como um vilão, cujas ações colocam em movimento os eventos que servem como enredo principal de um episódio. Outras crianças e colegas são alienados pela insensibilidade e racismo de Cartman, seu comportamento homofóbico, antissemita, misógino, preguiçoso, hipócrita, e descontroladamente inseguro. Cartman faz frequentemente insultos antissemitas a Kyle, constantemente provoca Kenny por ser pobre, particularmente manipula e maltrata Butters Stotch e exibe um desdém extremo para hippies. Embora ele é considerado o principal antagonista da série, ele tem sido retratado como protagonista ou anti-herói em várias ocasiões.

### Kenny McCormick
Kenneth "Kenny" McCormick é um dos personagens principais do show de curtas que estreou em 1992. Sua voz frequentemente abafada e indiscernível, é resultado de seu casaco cobrindo a boca; é dublado por Matt Stone, co-criador.Ele é amigo de Stan e Kyle, de vez em quando sendo amigo do Eric Cartman. Kenny é regularmente provocado por viver na pobreza, particularmente por Cartman. Antes da sexta temporada, Kenny quase morreu em todos os episódios, com apenas algumas exceções.A natureza das mortes muitas vezes era horrível e retratada em um tom cômico absurdo, e, geralmente, era seguido por Stan e Kyle gritando: "Oh meu Deus! Eles mataram Kenny!" Seguido por: "Seus bastardos!".No episódio Kenny Dies, Kenny morre depois de desenvolver uma doença muscular terminal.Parker e Stone afirmaram que Kenny não voltaria nos episódios subsequentes e insistiu que eles se cansaram de matar Kenny em cada episódio. Na maioria da sexta temporada, o seu lugar é substituído por Butters Stotch e Tweek Tweak.No entanto, Kenny voltou após um ano de ausência, na final da sexta temporada, "Red Sleigh Down", e manteve-se um personagem principal desde então. Ele não morre a cada semana, e só foi morto ocasionalmente nos episódios seguintes a seu retorno. O alter ego super-herói de Kenny, Mysterion, apareceu pela primeira vez no 13º episódio da temporada, "The Coon".

## Personagens secundários

### Butters Stotch
Dublado por Matt Stone, Leopold "Butters" Stotch é alegre, ingênuo, otimista, doce, crédulo e mais passivo em relação aos outros personagens infantis da série. Ele pode ficar cada vez mais ansioso, especialmente quando confrontado com a probabilidade de punições de seus pais, que são fundamentadas, geralmente, sem um bom motivo, como quando Butters ameaçou "se matar" como parte de um esquema de Stan, Kyle , Kenny e Cartman e seus pais disseram que iriam "apenas" deixá-lo de castigo por duas semanas se ele voltasse. Butters geralmente não se entrega a uma linguagem chula como as outras crianças, fala com uma gagueira leve e tende a mexer as mãos. Os outros personagens o percebem como "nerd" e ele, sem perceber, mantém uma atitude muito saudável e temperamento brando, apesar da tragédia e do abuso que ele freqüentemente encontra de seus colegas de classe e pais. Sua personalidade despreocupada foi descrita como semelhante à de um personagem infantil típico de uma comédia dos anos 1950 e é geralmente apresentada em forte contraste com o tratamento severo que recebe das mãos de seus amigos e pais rígidos. Butters apareceu inicialmente como um personagem de fundo no primeiro episódio, "Cartman Gets an Anal Probe", mas aos poucos se tornou um dos personagens favoritos de Parker e Stone. Além de querer surpreender genuinamente os fãs, Parker e Stone mataram Kenny no final da quinta temporada para permitir uma oportunidade de fornecer um papel importante para Butters, já que seu episódio seguinte gira inteiramente em torno dele. Stan, Kyle e Cartman permitem que ele entre em seu grupo como o "quarto amigo", mas eventualmente adota seu alter ego supervilão do Professor Chaos, que, apesar de seu nome, só parece ser capaz de estragar as coisas que também ninguém percebe ou pode ser facilmente resolvido. Apesar disso, Butters continuou a ser um personagem importante nas últimas temporadas e continua a ser uma fonte frequente de ajuda para Cartman, ao mesmo tempo que é a principal vítima das constantes partidas e manipulações de Cartman; em “Awesom-O”, no entanto, Butters finalmente consegue se vingar de Cartman, mostrando um videoteipe dele fazendo uma coreografia de Britney Spears com um recorte em tamanho real de Justin Timberlake para toda a cidade, humilhando Cartman.

### Randy e Sharon Marsh
Randy e Sharon Marsh são os pais mais proeminentes do programa. Eles são um casal de classe média que cria seu filho Stan de 10 anos e sua filha Shelly de 13 anos.
Randy tem 45 anos e, como o pai de Parker, é geólogo, fazendo sua primeira aparição na série enquanto monitora um sismômetro no episódio "Vulcão". Ele foi retratado para trabalhar no South Park Center for Sismic Activity, e mais tarde foi mostrado para trabalhar para o U. S. Geological Survey. Ele foi brevemente demitido de seu trabalho de geólogo perto do final da 12ª temporada, e saiu brevemente durante o final da 14ª temporada, mas desde então foi recontratado nas duas vezes. Ele também atua no conselho municipal, especializando-se em parques e áreas públicas da cidade.
Um traço de caráter recorrente de Randy é sua tendência a reagir de forma exagerada e se agarrar obsessivamente a idéias irracionais e modismos, seja sozinho ou como parte de um grande contingente da população adulta da cidade.
Embora o programa frequentemente o retrate como um bebedor moderado a pesado, vários episódios trataram do comportamento beligerante e negligente de Randy causado por sua intoxicação severa.
Alguns exemplos de realizações pessoais fizeram de Randy um herói aos olhos de seus amigos e conterrâneos, como receber um Prêmio Nobel e duas vezes estabelecer um recorde de produção do maior pedaço de excremento humano do mundo. Randy, por outro lado, foi submetido ao ridículo por toda a cidade, desde quando ele inadvertidamente acelerou os efeitos do aquecimento global, sugerindo que toda a população assumisse uma abordagem mais desinibida para a passagem de gás, a fim de evitar o risco de combustão espontânea, até quando ele relutantemente exclamou "negros" ao tentar resolver um quebra-cabeça durante uma transmissão ao vivo da Roda da Fortuna. Além do canto profissional que fez na juventude, Randy também toca violão, como visto em "Guitar Queer-O". Ele também pode falar um pouco mongol, tendo aprendido um pouco na faculdade, como se viu no episódio "Rapto de criança não é engraçado".
O episódio “Gluten Free Ebola” revelou que Randy produz música e atua como o famoso músico Lorde, fato que foi explorado posteriormente em “The Cissy”. Isso se tornou uma piada que continuou ao longo de vários episódios, como sugerir que grande parte da renda da família Marsh vem de sua carreira musical como Lorde, em vez de seu trabalho em geologia. Na 22ª temporada, Randy largou o emprego e mudou-se com a família para o campo, onde fundou a Tegridy Farms para cultivar e distribuir cannabis.
Sharon é uma recepcionista de 42 anos. Sharon nunca foi retratada em uma capacidade de trabalho na série, mas foi retratada como a recepcionista da Tom’s Rhinoplasty, uma clínica cirúrgica local, em South Park: Bigger, Longer & Uncut e South Park: The Stick of Truth.

### Sr. Garrison
Herbert J. Garrison, anteriormente conhecido como Janet Garrison, foi o professor da quarta série dos meninos na South Park Elementary até sua demissão, após o que ele montou uma campanha que resultou em sua eleição como Presidente dos Estados Unidos. Garrison é particularmente cínico, especialmente em comparação com o resto dos adultos de South Park, e ele é um dos poucos personagens a quebrar a quarta parede do show.
Pelas primeiras oito temporadas da série, o personagem era conhecido como Sr. Garrison. Ele passou por uma mudança de sexo na estreia da 9ª temporada, "Mr. Garrison's Fancy New Vagina". A personagem passou a ser conhecida pelos outros personagens como Janet Garrison ou Sra. Garrison, apesar de ser solteira. No episódio da 12ª temporada "Eek, a Penis!", Ele passa por mais uma operação de mudança de sexo, voltando a ser homem.
O Sr. Garrison foi em parte inspirado por um professor de jardim de infância que ensinou Trey Parker e que usou um fantoche chamado Sr. Chapéu como recurso de ensino. O Sr. Garrison também foi inspirado por um professor de literatura britânico que Parker teve na Universidade do Colorado; Parker disse que a voz que ele usa para o personagem é uma impressão exata dele. Parker disse acreditar que Garrison se tornou um dos personagens mais complexos em South Park, principalmente devido ao seu relacionamento cada vez maior com o Sr. Chapéu e sua sexualidade e questões de gênero; Parker disse sobre Garrison: "Ele é o elemento da novela em toda a série. [Ele] tem uma história real acontecendo."

### Gerald e Sheila Broflovski
Gerald e Sheila Broflovski são um casal judeu de classe média alta que criou seu filho Kyle, de dez anos, e o filho canadense de três, Ike. Gerald é um advogado que também atua no conselho de South Park como procurador da cidade, [54] e seu papel nesta profissão foi mostrado em episódios como "Sexual Harassment Panda" e "Chef Goes Nanners" em que um julgamento ou questão legal desempenha um grande papel na trama. [55] [56] [57] Em geral, ele é uma pessoa gentil e amável, embora, a intervalos, tenha sido demonstrado que assume uma atitude esnobe que desagrada seus amigos e família. Os exemplos incluem o episódio "Chicken Pox", onde é revelado que ele costumava ser próximo de Stuart McCormick quando eram mais jovens, mas que os dois se desentenderam devido a diferenças econômicas ou quando ele começou a agir como um esnobe arrogante após comprar um híbrido carro em "Alerta presunçoso!". Em "Sexual Harassment Panda", Gerald processou repetidamente a South Park Elementary (o que foi impecável em todos os casos) e, mais tarde, todos os cidadãos de South Park, mostrando sua vergonhosa ganância monetária e desrespeito à propriedade civil. Certa vez, Gerald foi visto como tendo um problema reprimido com o jogo, e antes lutava contra uma forma fictícia de abuso de inalantes conhecida na série como "cheesing". Gerald é, na 20ª temporada do programa, revelado ser um troll da internet. Seu pseudônimo na Internet é 'Skankhunt42' e, inicialmente, todos pensam que Eric Cartman é, na verdade, Skankhunt42. Ao trollar, ele faz declarações provocativas contra as mulheres e, principalmente, cria imagens em que "coloca um pau na boca [das mulheres]". Ele sempre bebe vinho tinto e ouve música de Boston quando está trollando. Suas travessuras eventualmente o colocaram no noticiário depois de trollar um olímpico dinamarquês, tornando-o um dos dois principais antagonistas de toda a 20ª temporada ao lado de Lennart Bedrager.
Sheila fez sua primeira aparição no episódio "Morte" da primeira temporada (onde ela foi originalmente chamada de Carol), e ela exibe vários traços comumente associados aos de uma mãe judia estereotipada. No episódio "It's a Jersey Thing", é revelado que Sheila era originalmente de New Jersey, onde era conhecida como "S-Wow Tittybang", e que ela e Gerald se mudaram para South Park para evitar que seu filho recém-concebido crescesse lá em cima. Além de ter sido brevemente indicada para a posição federal fictícia de "Secretária de Ofensa" no governo Clinton, Sheila é uma dona de casa. Em temporadas anteriores, Sheila frequentemente liderava a oposição pública a coisas que considerava prejudiciais às crianças ou à comunidade judaica. Ela liderou um grupo para a cidade de Nova York para protestar contra Terrance e Phillip, uma dupla de comédia canadense cujo humor de banheiro do programa de televisão é o que ela acreditava ser uma influência negativa sobre Kyle. Sua indignação aumentou em South Park: Bigger, Longer & Uncut quando ela protestou contra Terrance e Phillip formando "Mothers Against Canada", o que acabou instigando uma guerra entre o Canadá e os Estados Unidos, tornando-a uma das principais antagonistas do filme. No clímax do filme, ela leva sua cruzada contra a dupla ao extremo, atirando em Terrance e Phillip, apesar dos protestos de seu filho, o que cumpre uma profecia apocalíptica que permite que Satanás, seus asseclas e seu ex-amante Saddam Hussein invadam a Terra. Esse aspecto foi atenuado nos últimos anos e está mais ou menos completamente ausente nos episódios mais recentes.

### Jimmy Valmer
Jimmy Valmer é um dos dois colegas deficientes físicos dos meninos, ao lado de Timmy Burch. Ele é fisicamente deficiente, necessitando de muletas no antebraço para andar. Sua deficiência nunca foi especificada no programa, mas parece visual e funcionalmente semelhante à paralisia cerebral. No episódio 2 da temporada 7 "Krazy Kripples", fica claro que Jimmy e Timmy nasceram com suas deficiências. Em qualquer caso, prejudicado por suas pernas, que em muitos casos ele parece não ser capaz de usar, Jimmy usa principalmente suas muletas tanto como substitutas para as pernas e às vezes até como extensões extras (armadas) para seus braços. Ele prefere ser chamado de "habilidoso". Jimmy é capaz de falar coerentemente, e suas várias aspirações em vários níveis diferentes de jornalismo ao longo do tempo também o tornam mais articulado do que qualquer uma das outras crianças, embora sua fala seja amplamente afetada por sua gagueira e, às vezes, também por sua tendência para acabar algumas de suas frases com "... muito". Ele aspira ser um comediante de stand-up e muitas vezes é apresentado realizando suas rotinas. Sua frase de efeito durante suas rotinas é "Uau, que público incrível!"

### Wendy Testaburger
Wendy Testaburger é a aluna mais proeminente do programa. Sua melhor amiga é Bebe Stevens, ela é a namorada intermitente de Stan. Ela também é a outra voz da razão (além de Kyle). Wendy já foi dublada por Karri Turner (no piloto não exibido), Mary Kay Bergman, Mona Marshall, Eliza Schneider, e atualmente é dublada por April Stewart. O co-criador Matt Stone também citou o nome de Wendy Westerberg, esposa de um velho amigo de sua infância. Ela usa uma boina rosa, um casaco roxo e calças amarelas. Ela tem longos cabelos negros com franja irregular. Wendy fez sua primeira aparição sem nome, mas claramente reconhecível, em "The Spirit of Christmas".
Como seu namorado Stan, Wendy é madura para sua idade, crítica das tendências populares, morais e intelectuais, além de ser uma feminista, como observado em muitas de suas aparições. Ela faz campanha em vários episódios sobre causas como câncer de mama e o sofrimento dos golfinhos nariz-de-garrafa, muitas vezes discutindo com Eric Cartman, que a chama de "vadia" ou "vadia" em resposta. Embora os dois geralmente apenas discutam, ele a empurra ao limite no episódio "Breast Cancer Show Ever" da 12ª temporada (2008), onde os dois se envolvem em uma briga no playground, na qual Wendy bate em Cartman.
Wendy é conhecida por proteger seu relacionamento com Stan. No episódio "Tom's Rhinoplasty" da 1ª temporada (1997), quando Stan, junto com os outros meninos, se apaixona por uma atraente professora substituta, Wendy a acusa de roubar Stan dela e, eventualmente, formula um plano complexo para colocá-la em o sol. Ela também às vezes mostra ciúme - no episódio da 6ª temporada (2002) "Bebe's Boobs Destroy Society", sua melhor amiga, Bebe Stevens, recebe mais atenção do que ela por causa dos seios em desenvolvimento de Bebe. Wendy então faz implantes de seios, mas os meninos acabam ridicularizando-a após perceberem o controle que os seios de Bebe tinham sobre eles. Esse comportamento é um tanto contradito por episódios como "Stupid Spoiled Whore Video Playset" e "Dances with Smurfs", onde ela está mais preocupada com princípios do que tendências e atenção.
Wendy é muito proeminente nas primeiras temporadas do programa, geralmente brigando com Eric Cartman ou reforçando seu relacionamento com Stan. Ela fala em vários episódios (especialmente na primeira temporada) e muitas vezes é escolhida para ajudar os meninos sobre seus colegas de classe. O relacionamento de Wendy e Stan recebeu menos foco ao longo da 5ª temporada (2001), e ela teve apenas um papel secundário na 6ª temporada (2002). Isso culmina em seu rompimento com Stan e emparelhamento com Tolkien Black em "Raisins", após o qual ela faz apenas aparições de destaque esparsas até o final da décima primeira temporada, onde ela volta com Stan em "The List". Eles posteriormente se juntaram como parceiros em uma viagem de campo em "Super Fun Time", ela venceu Cartman em uma luta em "Breast Cancer Show Ever" e no episódio "Elementary School Musical" Stan suspeita que ela pode trocá-lo por um garoto popular chamado Bridon. Wendy é capaz de beijar Stan na bochecha em "Elementary School Musical" sem sua reação nauseada anterior.
Wendy foi eleita presidente do conselho estudantil, algo observado pela primeira vez em "Bebe's Boobs Destroy Society" e re-abordado sete temporadas depois em "Dances with Smurfs", quando Cartman se torna o locutor matinal e começa a espalhar comentários difamadores sobre ela - principalmente seu suposto genocídio dos Smurfs. Em resposta às alegações, Wendy se torna uma convidada no programa matinal de Cartman e manipula sua própria história do holocausto Smurf antes de anunciar sua renúncia e elegê-lo como o novo presidente do conselho escolar, efetivamente dispensando-o de seu trabalho de anúncio matinal. Ao longo do episódio, Stan a defende solidamente.